# NGC 5611
NGC 5611 (другие обозначения — UGC 9227, MCG 6-32-20, ZWG 192.13, PGC 51431) — линзообразная галактика (S0) в созвездии Волопас.
Этот объект входит в число перечисленных в оригинальной редакции «Нового общего каталога».
В галактике вспыхнула сверхновая SN 2012ei типа Ia, её пиковая видимая звездная величина составила 14,7.